# Extubatie
Onder extubatie verstaat men het verwijderen van een beademingsbuis bij een patiënt. 
Tijdens algehele anesthesie en bij ernstig zieke patiënten wordt via de mond een buis ingebracht, de intubatie. Deze buis wordt in navolging van het Engels een tube genoemd. De tube wordt ingebracht om de longen te kunnen beademen, maar ook om de longen te beschermen tegen schadelijke vloeistoffen uit mond en maag. Wanneer in het kader van de medische behandeling de tube wordt verwijderd, markeert dat meestal het moment dat de patiënt geacht wordt zelf weer voldoende te kunnen ademen. 
Het werkwoord extuberen slaat op het verwijderen van de tube, hetzij bedoeld door de arts of verpleegkundige, hetzij onbedoeld door de patiënt. In het laatste geval spreekt men wel van een accidentele extubatie.